# Aral Şimşir
Aral Şimşir (Køge, 2002. június 19. –) dán és török korosztályos válogatott labdarúgó, a Midtjylland csatárja.

## Pályafutása

### Klubcsapatokban
Şimşir a dániai Køge városában született. Az ifjúsági pályafutását a helyi HB Køge csapatában kezdte, majd a Midtjylland akadémiájánál folytatta.
2020-ban mutatkozott be a Midtjylland első osztályban szereplő felnőtt keretében. Először a 2020. június 1-jei, Horsens ellen 1–0-ra elvesztett mérkőzés 64. percében, Paulinho cseréjeként lépett pályára. A 2022-es szezonban a norvég első osztályban érdekelt Jerv és Lillestrøm csapatát erősítette kölcsönben.

### A válogatottban
Şimşir az U16-os, az U17-es, az U18-as és az U19-es korosztályú válogatottban is képviselte Dániát.
2022-ben debütált a török U21-es válogatottban. Először a 2022. június 10-ei, Kazahsztán ellen 0–0-ás döntetlennel zárult mérkőzésen lépett pályára.

## Statisztikák
2023. március 6. szerint
| Klub                    | Szezon   | Osztály          | Bajnokság | Bajnokság | Kupa  | Kupa | Nemzetközi | Nemzetközi | Összesen | Összesen |
| Klub                    | Szezon   | Osztály          | Meccs     | Gól       | Meccs | Gól  | Meccs      | Gól        | Meccs    | Gól      |
| ----------------------- | -------- | ---------------- | --------- | --------- | ----- | ---- | ---------- | ---------- | -------- | -------- |
| Midtjylland             | 2019–20  | Danish Superliga | 3         | 0         | 0     | 0    | —          | —          | 3        | 0        |
| Midtjylland             | 2020–21  | Danish Superliga | 0         | 0         | 1     | 0    | —          | —          | 1        | 0        |
| Midtjylland             | 2021–22  | Danish Superliga | 1         | 0         | 1     | 1    | —          | —          | 2        | 1        |
| Midtjylland             | 2022–23  | Danish Superliga | 3         | 0         | 0     | 0    | 1          | 0          | 4        | 0        |
| Midtjylland             | Összesen | Összesen         | 7         | 0         | 2     | 1    | 1          | 0          | 10       | 1        |
| Jerv (kölcsönben)       | 2022     | Eliteserien      | 20        | 3         | 1     | 0    | —          | —          | 21       | 3        |
| Lillestrøm (kölcsönben) | 2022     | Eliteserien      | 6         | 0         | 0     | 0    | —          | —          | 6        | 0        |
| Összesen                | Összesen | Összesen         | 33        | 3         | 3     | 1    | 1          | 0          | 37       | 4        |

## Sikerei, díjai
Midtjylland
- Danish Superliga
  - Bajnok (1): 2019–20